# Pouilly-loché
Le pouilly-loché ne doit pas être confondu avec le pouilly-fumé ni le pouilly-fuissé, ni le pouilly-vinzelles.
Le pouilly-loché est un vin blanc d'appellation d'origine contrôlée produit sur le territoire du village de Loché (une commune associée de Mâcon), en Saône-et-Loire.
La superficie est de 32,14 hectares en 2023 avec le chardonnay comme cépage unique. Cette appellation est la plus petite du vignoble du Mâconnais (une subdivision du vignoble de Bourgogne), bordant les aires de production du pouilly-vinzelles et du pouilly-fuissé.

## Historique
Au Moyen Âge, le village de Loché, qui tire son nom de la villa romaine Lopchiacum, dépendait de la seigneurie de Vinzelles.
En 1816, André Jullien décrit le vignoble du Mâconnais comme produisant surtout du vin rouge à partir de gamay, mais cite les vins blancs de Loché dans la troisième classe de sa hiérarchie (ceux de Pouilly et de « Fuissey » sont en première classe ; ceux de Solutrée, de Chaintré, de Davayé et de Vergisson en deuxième classe) : « Vinzelles, Loché, Saint-Martin, Charnay, les Certaux, Saint-Vérand, Pierreclod, Bussière et quelques autres vignobles de l'arrondissement de Mâcon, donnent des vins blancs de bon goût, et d'autres plus communs, qui sont ordinairement mêlés avec les vins rouges trop colorés et trop durs, pour leur donner plus de légèreté et d'agrément ».

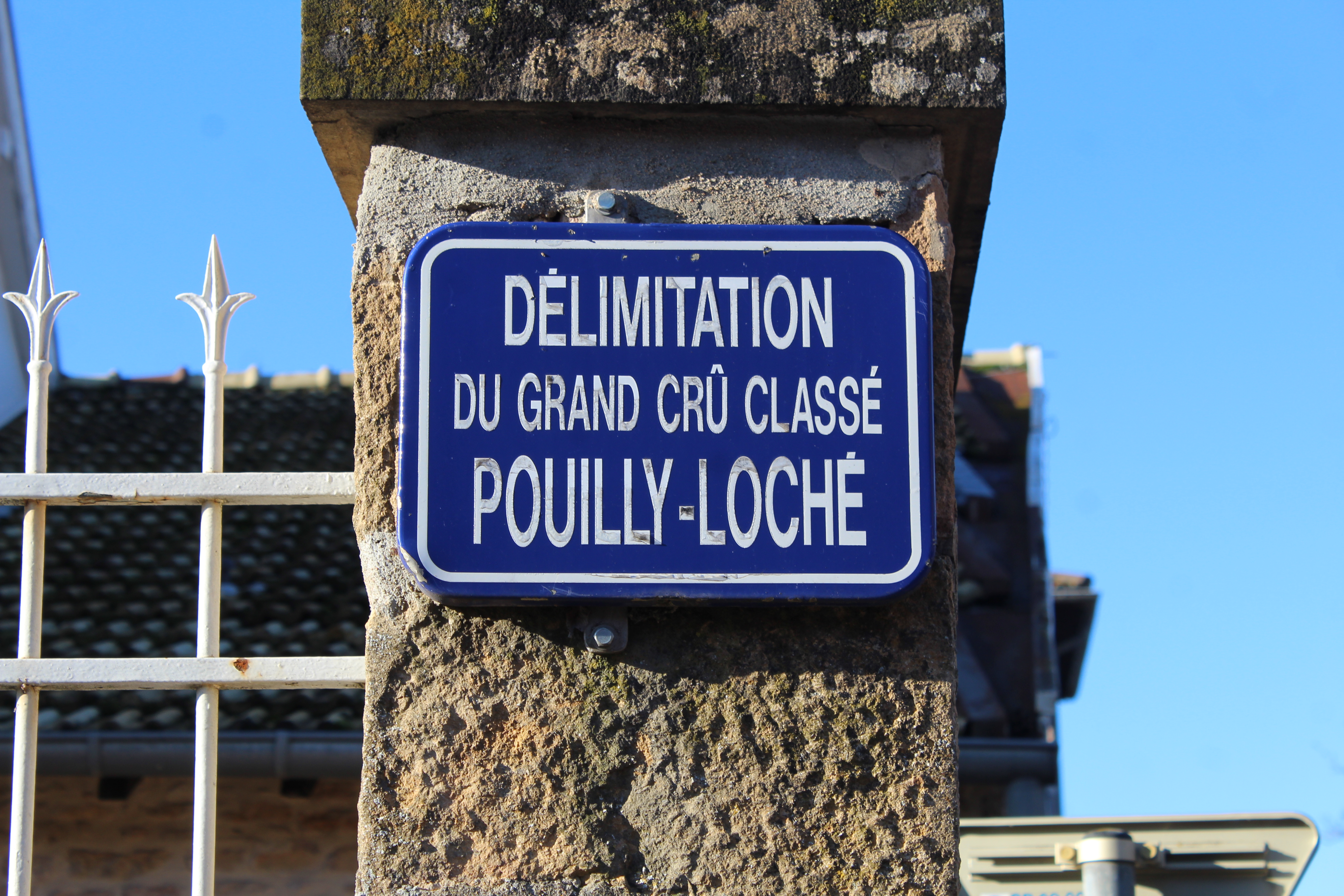
Panneau de délimitation du cru pouilly-loché.

Le nom de pouilly se vendant bien comme vin, les producteurs du village de Pouilly cherchèrent à en interdire l'usage par ceux des autres communes. La loi de 1919 sur les appellations d'origine (AO) autorise de poursuivre un présumé usurpateur d'appellation devant le tribunal de grande instance (du lieu d'origine du produit), mais aussi que « sur la base d'usages locaux, loyaux et constants, le juge pourra délimiter l'aire géographique de production et déterminer les qualités ou caractères du produit ». Cette phase judiciaire voit s'affronter les producteurs et négociants des différentes communes pour avoir le droit de vendre le vin sous le nom de pouilly, d'où le jugement du tribunal civil de Mâcon en date du 17 décembre 1922 qui restreint l'usage de l'appellation pouilly-fuissé, puis du 1er juillet 1931 et du 1er décembre 1931 qui délimitent plusieurs appellations limitrophes (pouilly-fuissé, pouilly-vinzelles et pouilly-loché). La cave coopérative de Loché est fondée en 1929.
L'appellation est officiellement reconnue par le décret du 27 avril 1940, par le même texte que le pouilly-vinzelles, chacune sur sa commune ; ce décret est ensuite modifié en 1961, 1982, 1985 et 1998. La commune de Loché est absorbée par celle de Mâcon en 1972. Les techniques en viticulture et œnologie évoluent à partir des années 1960-1970 : l'enjambeur remplace le cheval, pratique de la vendange en vert, usage de table de triage, cuve en inox, pressoir électrique puis pneumatique, etc.). Avec la canicule de 2003, les vendanges débutèrent pour certains domaines cette année-là à la mi-août, soit avec un mois d'avance, des vendanges très précoces qui ne s'étaient pas vues depuis 1422 et 1865 d'après les archives.
En mars 2010, l'ODG commun aux pouilly-loché et pouilly-vinzelles dépose auprès de l'INAO sa demande de reconnaissance de premiers crus pour ces deux appellations. Le cahier des charges de l'appellation a été modifié en octobre 2009 (reconnaissance en AOP), en décembre 2011 (augmentation du rendement maximum, qui passe de 50 à 60 hl/ha) et en novembre 2024 (reconnaissance du premier cru « Les Mûres »). Outre le climat, la reconnaissance en premier cru exige également le respect des critères du cahier des charges portant une exigence accrue pour la charge maximale de la parcelle, la richesse naturelle en sucre, le titre alcoométrique minimum, les rendements et la période d'élevage.

## Vignoble
L'aire de production se situe au sud de la Bourgogne, en Saône-et-Loire dans le vignoble du Mâconnais, à côté de Mâcon, sur la commune de Loché (une commune associée à Mâcon).
Selon le service des Douanes, la superficie revendiquée en 2023 sous l'appellation est de 33,5 hectares. En 2008, la surface était de 32,14 ha.

### Lieux-dits
Les lieux-dits (ou climats) pouvant figurer sur l'étiquette à la suite du nom de l'appellation sont Aux Barres, Aux Scellés, Au Bûcher, En Chantone, La Colonge, Les Quatre Saisons, Loché et Les Mûres, ce dernier étant désormais classé comme premier cru.

### Géologie et orographie
Le village de Loché est sur la bordure de la plaine de Saône, avec un relief beaucoup moins vallonné que sur sa voisine l'appellation pouilly-fuissé : le vignoble est situé entre 200 et 278 mètres d'altitude, su un terrain en pente douce vers l'est.
La vigne pousse majoritairement sur de grands épandages argileux contenant sable et galets, le tout d'âge quaternaire. Le sous-sol à l'extrémité occidentale est gréseux datant du Trias, passant rapidement aux argiles bigarrées du Trias supérieur, puis dans la partie sud (Les Mûres) à du calcaire du Bajocien moyen et inférieur, voire de l'Aalénien (un peu ferrugineux). Quelques zones sont sur des marnes du Bathonien inférieur au Bajocien supérieur, donnant un sol argilo-calcaire,.

### Climatologie
Le climat du Mâconnais est tempéré de type océanique, avec de légères tendances continentale (un peu plus sec, avec des hivers un peu plus froids) et sub-méditerranéenne (bon ensoleillement et été plus chaud). En raison de l'actuel changement climatique, les vendanges sont souvent plus précoces de quelques jours (le débourrement, la floraison et la véraison de la vigne se faisant plus tôt).
Pour la station météorologique de Charnay-lès-Mâcon (à 219 mètres d'altitude, en bordure de l'aérodrome : 46° 17′ 40″ N, 4° 47′ 40″ E), les valeurs climatiques sont :
| Mois                              | jan. | fév. | mars  | avril | mai   | juin  | jui.  | août  | sep.  | oct.  | nov. | déc. | année   |
| --------------------------------- | ---- | ---- | ----- | ----- | ----- | ----- | ----- | ----- | ----- | ----- | ---- | ---- | ------- |
| Température minimale moyenne (°C) | 0,7  | 1    | 3,8   | 6,5   | 10,5  | 14,1  | 15,9  | 15,4  | 11,7  | 8,6   | 4,2  | 1,5  | 7,8     |
| Température moyenne (°C)          | 3,5  | 4,6  | 8,5   | 11,7  | 15,7  | 19,5  | 21,5  | 21,1  | 17    | 12,7  | 7,4  | 4,1  | 12,3    |
| Température maximale moyenne (°C) | 6,3  | 8,3  | 13,2  | 16,8  | 20,8  | 24,8  | 27,1  | 26,9  | 22,3  | 16,9  | 10,5 | 6,7  | 16,7    |
| Ensoleillement (h)                | 61,6 | 96   | 163,7 | 191,7 | 216,5 | 249,1 | 274,9 | 251,1 | 194,8 | 120,3 | 71,3 | 52,1 | 1 943,1 |
| Précipitations (mm)               | 58,1 | 48,9 | 49,1  | 65,5  | 75,7  | 69,8  | 72,2  | 72,6  | 71,1  | 91,1  | 92,8 | 66,7 | 833,7   |

| Diagramme climatique                                  |          |             |             |              |              |              |              |              |             |             |            |
| J                                                     | F        | M           | A           | M            | J            | J            | A            | S            | O           | N           | D          |
| 6,30,758,1                                            | 8,3148,9 | 13,23,849,1 | 16,86,565,5 | 20,810,575,7 | 24,814,169,8 | 27,115,972,2 | 26,915,472,6 | 22,311,771,1 | 16,98,691,1 | 10,54,292,8 | 6,71,566,7 |
| Moyennes : • Temp. maxi et mini °C • Précipitation mm |          |             |             |              |              |              |              |              |             |             |            |

### Encépagement
Le chardonnay B est le seul cépage autorisé pour produire cette AOC.
Ses grappes sont relativement petites, cylindriques, moins denses que celles du pinot noir N, constituées de grains irréguliers, assez petits, de couleur jaune doré. De maturation de première époque comme le pinot noir N, il s'accommode mieux d'une humidité de fin de saison avec une meilleure résistance à la pourriture s'il n'est pas en situation de forte vigueur. Il est sensible à l'oïdium et à la flavescence dorée. Il débourre un peu avant le pinot noir N, ce qui le rend également sensible aux gelées printanières. Les teneurs en sucre des baies peuvent atteindre des niveaux élevés tout en conservant une acidité importante, ce qui permet d'obtenir des vins particulièrement bien équilibrés, puissants et amples, avec beaucoup de gras et de volume.

### Méthodes culturales

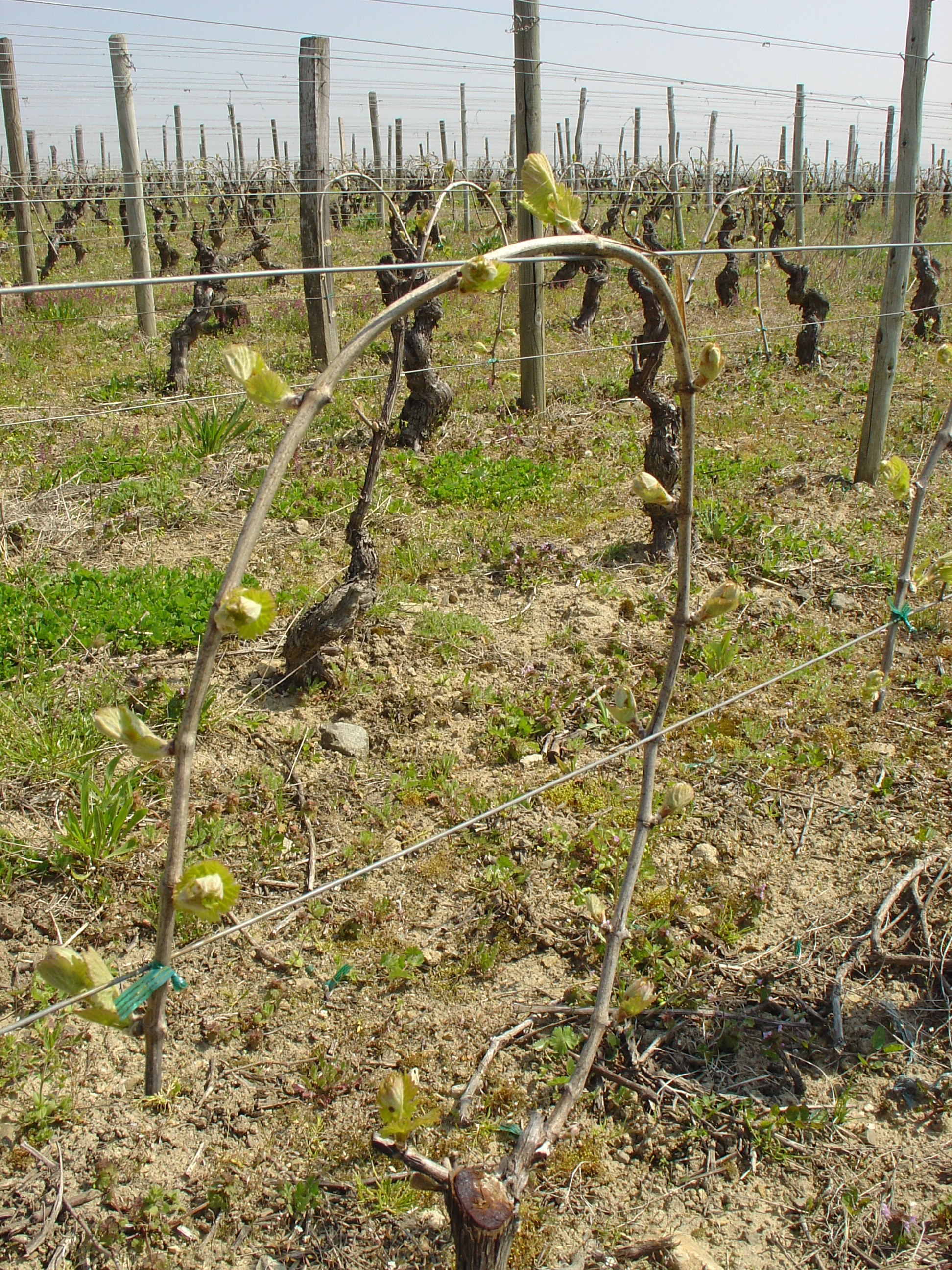
Taille à queue du Mâconnais.

Le travail manuel commence par la taille, dite « taille à queue du Mâconnais » caractéristique du Mâconnais : c'est une dérivation de la taille en guyot. Cette taille en « arcure » permet de lutter contre le phénomène d'acrotonie, typique du cépage chardonnay, elle permet aussi de préserver la vigne contre le gel de printemps. Les tailles en « cordon de Royat » et « guyot simple » sont autorisées. Le tirage des sarments suit la taille. Les sarments sont enlevés et peuvent être brûlés ou mis au milieu du rang pour être broyés. On passe ensuite aux réparations. Puis vient le pliage des baguettes. Éventuellement, après le pliage des baguettes, une plantation de nouvelles greffes est réalisée. L'ébourgeonnage peut débuter dès que la vigne a commencé à pousser. Cette méthode permet, en partie, de réguler les rendements. Le relevage est pratiqué lorsque la vigne commence à avoir bien poussé. En général, deux à trois relevages sont pratiqués. La vendange en vert est pratiquée de plus en plus dans cette appellation. Cette opération est faite dans le but de réguler les rendements et surtout d'augmenter la qualité des raisins restants. Pour finir, avec le travail manuel à la vigne, se réalise l'étape importante des vendanges.
L'enjambeur est d'une aide précieuse. Les différents travaux mécaniques se composent du broyage des sarments, réalisé lorsque les sarments sont tirés et mis au milieu du rang. De trou fait à la tarière, là où les pieds de vignes sont manquants, en vue de planter des greffes au printemps. De labourage ou griffage, réalisé dans le but d'aérer les sols et de supprimer des mauvaises herbes. De désherbage fait chimiquement pour tuer les mauvaises herbes. De plusieurs traitements des vignes, réalisés dans le but de les protéger contre certaines maladies cryptogamiques (mildiou, oïdium, pourriture grise, etc.) et certains insectes (eudémis et cochylis). De plusieurs rognages consistant à reciper ou couper les branches de vignes (rameaux) qui dépassent du système de palissage. Des vendanges mécaniques se réalisant avec une machine à vendanger ou une tête de récolte montée sur un enjambeur.

### Rendements
Les rendements sont limités par le cahier des charges de l'appellation à un maximum de 60 hectolitres par hectare, descendant à 58 hl/ha pour le premier cru. Chaque année, ce rendement maximum peut être modifié à la hausse ou à la baisse par un arrêté du ministère de l'Agriculture, dans la limite des rendements butoirs de l'appellation, fixés respectivement à 70 et 66 hl/ha.
Les données de production des années récentes, telles que publiées par les Douanes, sont :
| Année | pouilly-loché   | pouilly-loché   | pouilly-loché     | pouilly-loché (climats)                                                          | pouilly-loché (climats)                                                          | pouilly-loché (climats)                                                          |
| Année | superficie (ha) | production (hl) | rendement (hl/ha) | superficie (ha)                                                                  | production (hl)                                                                  | rendement (hl/ha)                                                                |
| ----- | --------------- | --------------- | ----------------- | -------------------------------------------------------------------------------- | -------------------------------------------------------------------------------- | -------------------------------------------------------------------------------- |
| 2020  | 18              | 1 086           | 60                | 16                                                                               | 852                                                                              | 53                                                                               |
| 2021  | 18              | 722             | 40                | 16                                                                               | 614                                                                              | 38                                                                               |
| 2022  | 18              | 940             | 52                | 16                                                                               | 801                                                                              | 50                                                                               |
| 2023  | 34              | 2 022           | 60                | pas de données distinctes (valeurs totales rapportées ici avec le pouilly-loché) | pas de données distinctes (valeurs totales rapportées ici avec le pouilly-loché) | pas de données distinctes (valeurs totales rapportées ici avec le pouilly-loché) |
| 2024  | 20              | 1 034           | 52                | 15                                                                               | 612                                                                              | 41                                                                               |

Les données de production du premier cru « Les Mûres » sont disponibles depuis 2024 : l'aire de production est de 7 ha et le volume produit de 247 hl (rapportés parmi les climats dans le tableau ci-dessus).
Comme ailleurs, une partie de la production de la commune de Loché (soit sur des parcelles exclues de l'aire d'appellation du pouilly-loché, soit ne répondant pas au cahier des charges) peut être vendue (ou repliée, c'est-à-dire déclassée sous un autre nom) sous une des appellations régionales de Bourgogne : bourgogne, coteaux-bourguignons, bourgogne aligoté, bourgogne-passe-tout-grains, bourgogne-mousseux, crémant de Bourgogne et mâcon (cette dernière peut être complétée par une dénomination géographique : « mâcon Loché » ou « mâcon villages »).

## Vins
La production déclarée en 2023 a été d'un total de 2 022 hectolitres (un hectolitre = 100 litres = 133 bouteilles de 75 cl). En moyenne de 2004 à 2008, le volume était de 1 825 hectolitres.

### Titre alcoométrique volumique
Le titre alcoométrique pour l'appellation est de 11 % vol. minimum (12 % pour les premiers crus) et de 13,5 % vol. maximum.

### Vinification et élevage

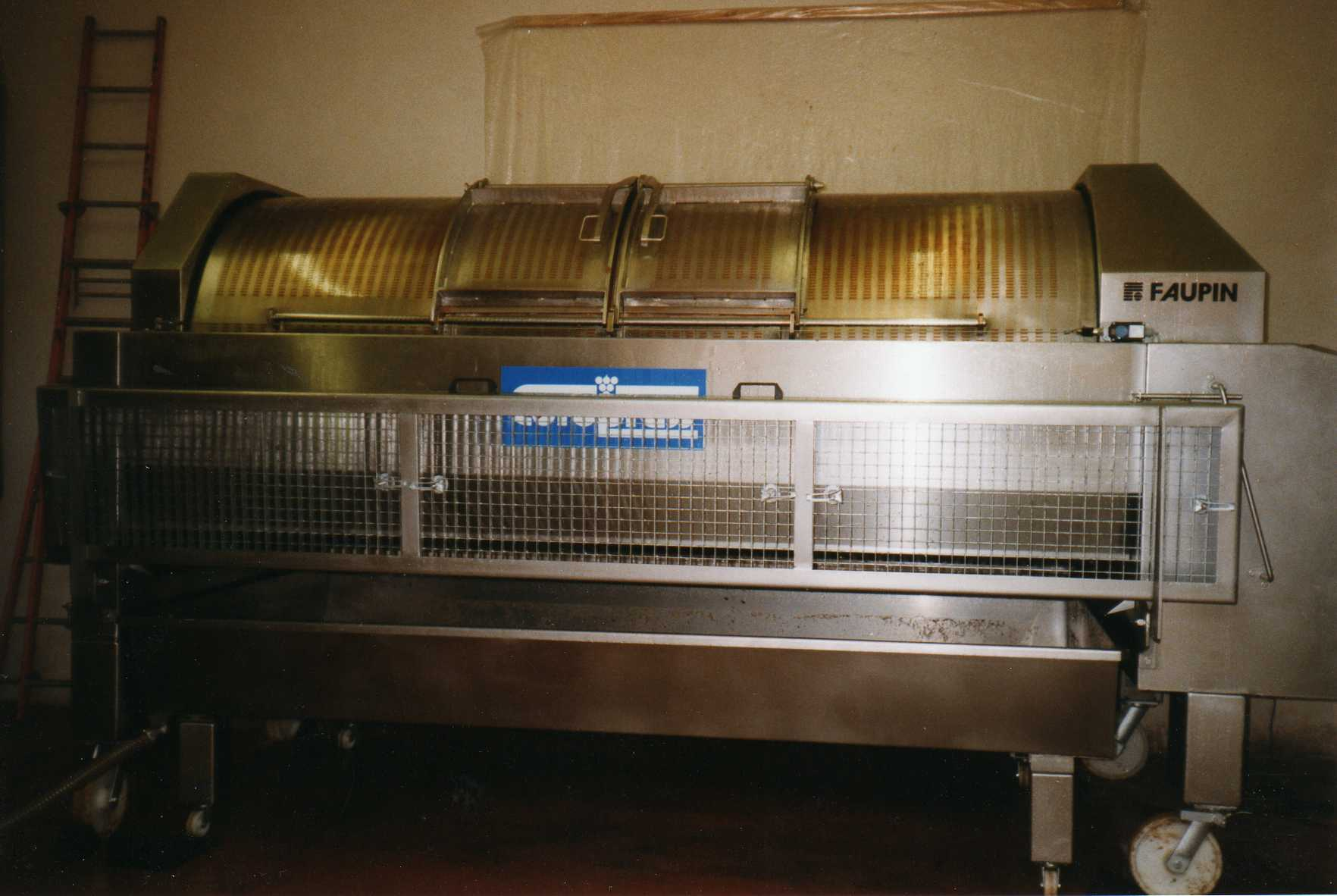
Pressoir pneumatique servant au pressurage.

Il existe des petites différences de méthode entre les différents viticulteurs, négociants et caves coopératives. La récolte est manuelle ou mécanique et peut être triée. Les raisins sont ensuite transférés dans un pressoir pour le pressurage. Une fois le moût en cuve, le débourbage est pratiqué généralement après un enzymage. À ce stade, une stabulation préfermentaire à froid (environ 10 à 12 °C pendant plusieurs jours) peut être recherchée pour favoriser l'extraction des arômes. Mais le plus souvent, après 12 à 48 heures, le jus clair est soutiré et mis à fermenter. La fermentation alcoolique se déroule avec un suivi tout particulier pour les températures qui doivent rester à peu près stables (18 à 24 °C). La chaptalisation est aussi pratiquée pour augmenter le titre alcoométrique volumique si nécessaire. La fermentation malolactique est réalisée en fûts ou en cuves. Les vins sont élevés « sur lies », en fûts, dans lesquels le vinificateur réalise régulièrement un « bâtonnage », c'est-à-dire une remise en suspension des lies. Cette opération dure pendant plusieurs mois au cours de l'élevage des blancs. À la fin, la filtration du vin est pratiquée pour rendre les vins plus limpides. La mise en bouteille clôture l'opération.

### Gastronomie
Les sols gréseux et argilo-calcaires ferrugineux donnent des vins avec une robe dorée avec une touche de vert ; le nez a des arômes évoquant la pêche, les agrumes citronnés, les fleurs d'acacia, d'aubépine, de pamplemousse... Plus vieux, ils peuvent révéler des notes de poire et d'abricot au coing, de fruits secs, noisettes et amandes grillées. En bouche, les pouilly-loché sont soyeux, opulents et vifs.
Les vins de cette appellation s'accordent bien avec des poissons (truite meunière, turbot au beurre blanc), des fruits de mer, des huîtres, des crustacés, des viandes blanches et du fromage de chèvre. Cette AOC se garde entre deux et cinq ans voire dix ans pour les meilleurs millésimes. Ce vin se sert entre 10 et 14 °C.

## Économie

### Commercialisation
La commercialisation de cette appellation se fait par divers canaux de vente : dans les caveaux des viticulteurs et caves coopératives, lors des salons des vins, dans les foires gastronomiques, par exportation, dans les cafés, hôtels et restaurants (CHR), ainsi que dans les grandes et moyennes surfaces (GMS).

### Structure des exploitations

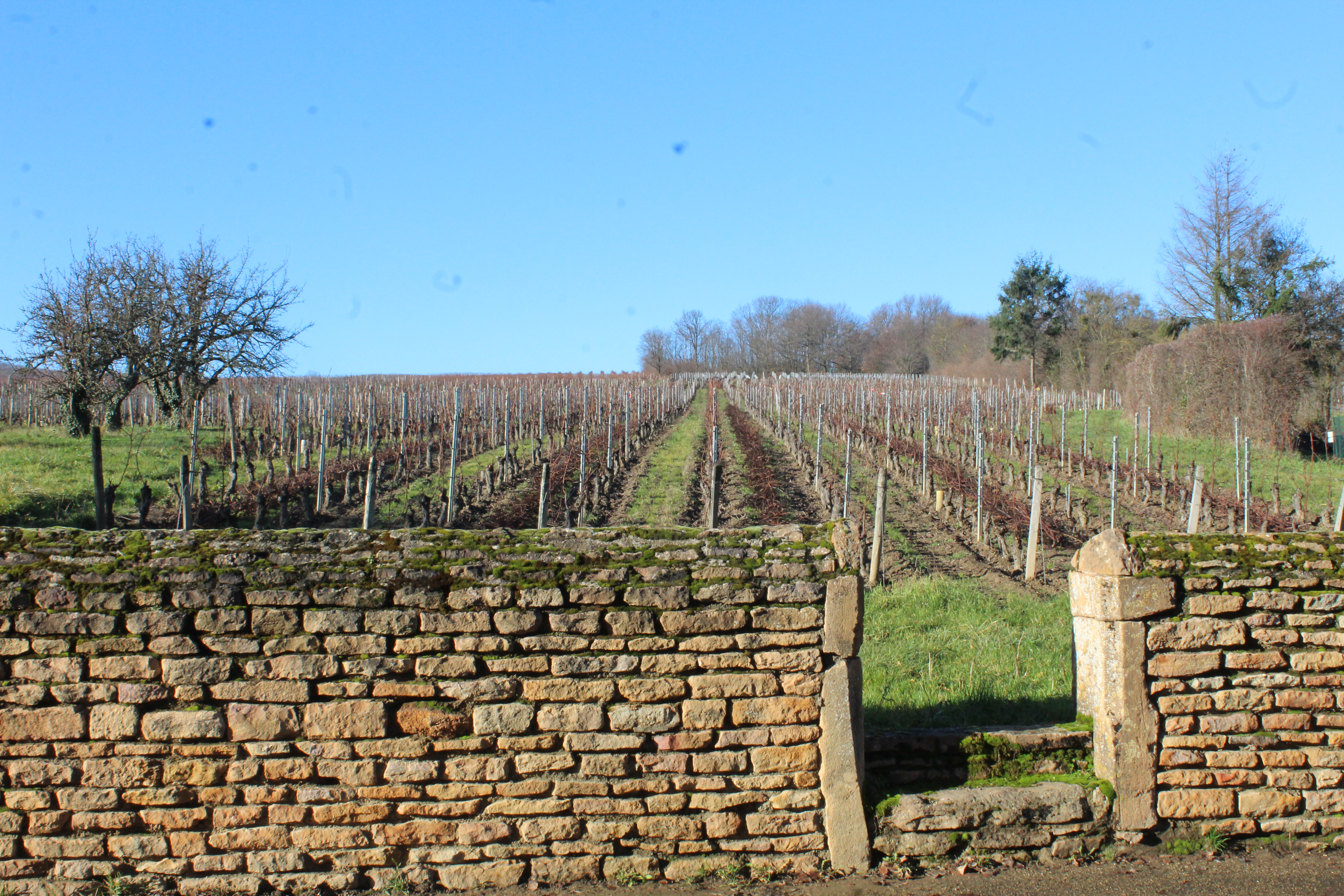
Un clos produisant du cru pouilly-loché.

Il existe des domaines de tailles différentes. Ces domaines mettent tout ou une partie de leurs propres vins en bouteilles et s'occupent aussi de le vendre. Les autres, ainsi que ceux qui ne vendent pas tous leurs vins en bouteilles, les vendent aux maisons de négoce.
Les caves coopératives et leurs apporteurs sont des vignerons. Ces derniers peuvent leur amener leurs récoltes, ou bien la cave coopérative vendange elle-même (machine à vendanger en général).

### Listes des producteurs
Château de Loché, Domaine du Clos des Rocs, Céline et Laurent Tripoz, Cave des Grands Crus Blancs, Domaine Delaye Alain, Domaine des Duc, Domaine Thibert Père et Fils, etc.